# Wilhelm Leichtle
Wilhelm Leichtle (* 10. Oktober 1940 in Augsburg) ist ein deutscher Politiker der SPD und war von 1986 bis 2008 Mitglied des Bayerischen Landtags.

## Leben und Politik
Wilhelm Leichtle wurde 1968 Mitglied der SPD. In den Jahren 1980 bis 1986 war er als hauptberuflicher Stadtrat der Stadt Augsburg als Referent für Finanzen, Liegenschaften, Sport, Personal und Forsten tätig. Vorher war er bereits ehrenamtlich in diesem Amt von 1972 bis 1980 und seit 1996 tätig. Von 1976 bis 1980  übernahm er zudem den Vorsitz der SPD-Stadtratsfraktion. Innerhalb der Partei war er in dieser Zeit stellvertretender Vorsitzender der SPD-Augsburg.
Seit dem 22. Oktober 1986 war Wilhelm Leichtle Mitglied im Bayerischen Landtag. Dort war er Vorsitzender im Arbeitskreis Sportpolitik und Sportpolitischer Sprecher der SPD-Landtagsfraktion. Zudem saß er im Ausschuss für Wirtschaft, Infrastruktur, Verkehr und Technologie. Zur Landtagswahl in Bayern 2008 stand er nicht mehr zur Wahl.
Neben seinem parteipolitischen Engagement ist er stellvertretender Vorsitzender und Vorsitzender des Finanzausschusses des Landessportbeirates, Aufsichtsratsmitglied beim Bayerischen Landes-Sportverband sowie Vorstandsvorsitzender der DLRG-Landesstiftung und Bezirksvorsitzender der DLRG in Schwaben.